# Barragem de São Petersburgo

A barragem é construída através do Golfo da Finlândia, com a ilha de Kotlin em seu centro. A área laranja é a cidade de São Petersburgo.

A Barragem de São Petersburgo ou Dique de São Petersburgo é uma obra de engenharia hidráulica que tem por finalidade proteger a cidade de São Petersburgo de toda e qualquer tempestade marítima que possa vir a ocorrer no Mar Báltico.
Com 26 quilômetros de extensão, a obra teve um custo total aos cofres públicos de 6 bilhões de dólares. Duas comportas curvas de aço, cada qual com 106 metros de comprimento, podem ser fechadas a fim de proteger a cidade. Concluídas em 2011, as comportas integram uma barreira contra inundações. Percorrendo toda a obra há uma via expressa.